# Malostonský záliv

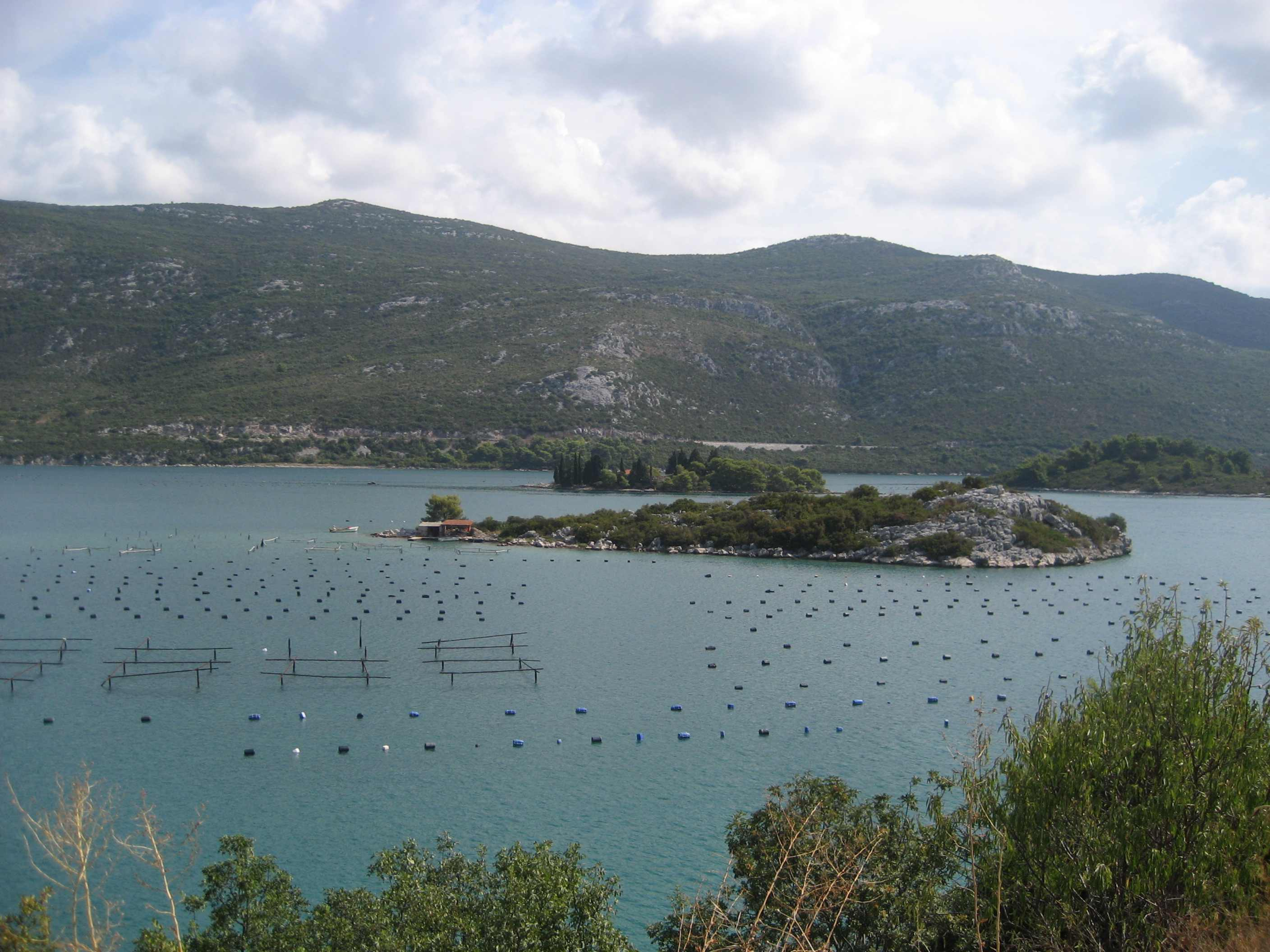
Pohled na záliv.

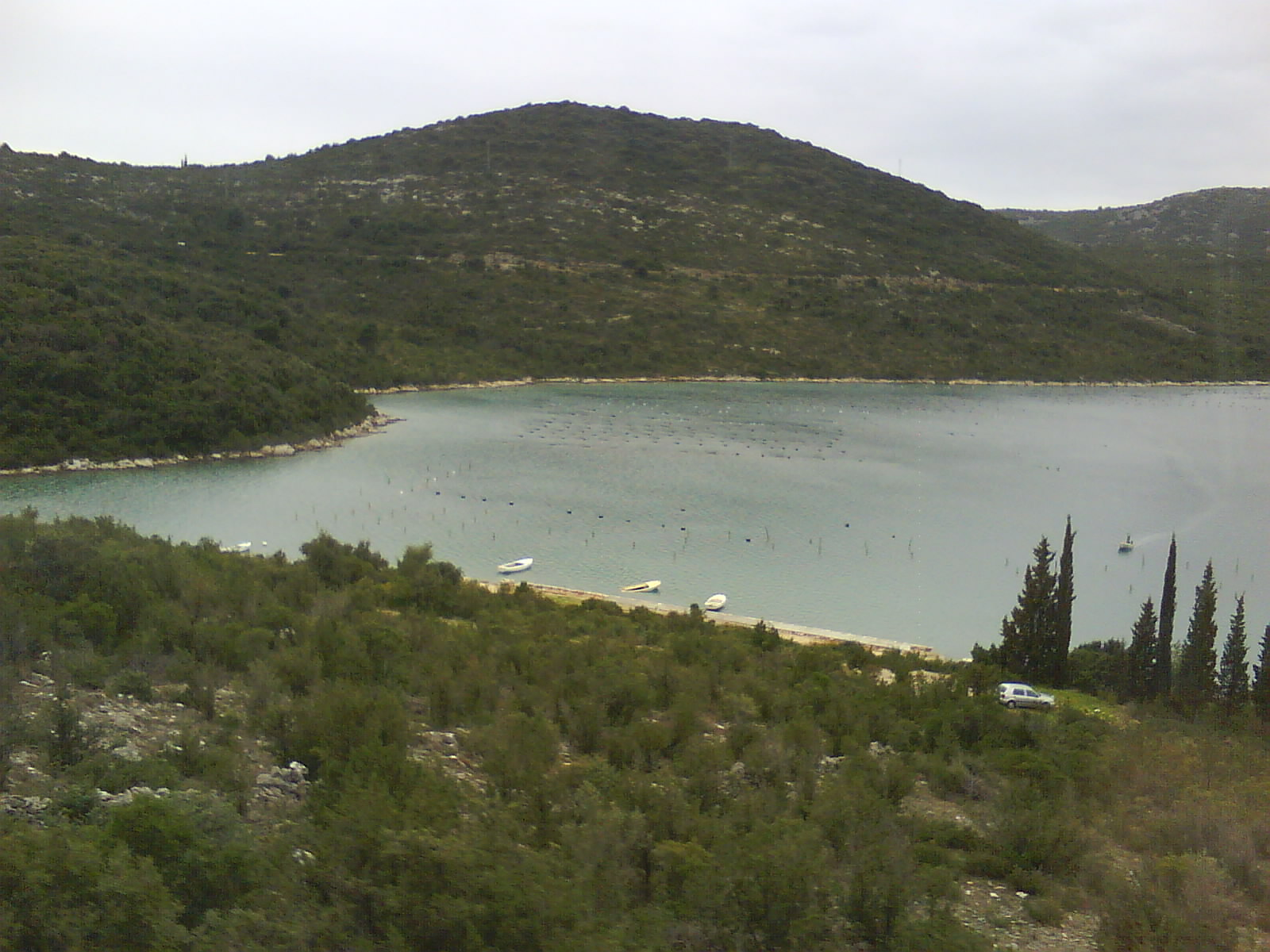
Východní pobřeží zálivu.

Malostonský záliv (chorvatsky Malostonski zaljev) se nachází na konci Neretvanského kanálu na chorvatském pobřeží Jaderského moře. Ústí do něj řeka Neretva. Odděluje poloostrov Pelješac od chorvatské pevniny. Do Malostonského zálivu vystupuje také koridor Bosny a Hercegoviny s městem Neum.

## Geografické poměry
Záliv je dlouhý 28 km, v nejširší části je široký 6,1 km. Vzhledem k různému množství poloostrovů a ostrovů činí délka břežní čáry Malostonského zálivu okolo 100 km. V samotném zálivu se nachází několik dalších menších zálivu, mezi které patří např. neumský (který odděluje od zbytku Malostonského zálivu poloostrov Klek), Uvala Bistrina, Uvala Kuta, Uvala Miševac a Uvala Sige.
Nejvyšší hloubka moře je zde 29 m, většina zálivu je hluboká ale okolo dvaceti metrů. Vzhledem k ústí řeky Neretvy je zde nižší salinita vody; její míra se mění v souvislosti s množství vody, která přiteče z řeky Neretvy a dalších okolních řek. Vliv sladké vody na chování vody v zálivu klesá se vzdáleností od otevřeného moře.
Na severozápadní straně ohraničuje konec zálivu linie mezi obcemi Sreser a Duba Stonska, na jihovýchodě se záliv táhne až k obci Mali Ston, podle níž získal svůj název. V zálivu se nachází několik ostrovů, Goljak, Srednjak, Galičak, Dubovac, Lovorikovac, Pučenjak, Geravac, Tajan, Maslinovac, Gubavac, Kokošar a Klještac.
Okolo zálivu se nachází řada obcí. Jedinými městy na břehu zálivu jsou Neum a Ston. Zálivem prochází také námořní hranice mezi Chorvatskem a Bosnou a Hercegovinou. Vymezení této hranice bylo v 90. letech 20. století předmětem sporu mezi oběma státy.

## Klima
Klima zálivu je středomořské. Jsou zde mírné zimy a suchá léta. Během deštivých měsíců je zdejší úhrn srážek třikrát vyšší než při suchých měsících. Během těch zde nenaprší měsíčně více než 40 mm vody. Roční úhrn srážek zde činí 1316 mm. Vítr vane většinou ze severu, severovýchodu a severozápadu. Teplota moře se pohybuje (u Neumu) od 13 °C v lednu až po 28 °C v červenci a srpnu.

## Hospodářské využití
V zálivu se chovají ústřice, a to již od dob existence Římské říše. Jejich chov je doložen písemnými dokumenty ale až z 16. a 17. století. Chová se zde rovněž i slávka středomořská. Klidné a mělké moře zde vytvořilo podmínky pro jedno z nejlepších míst pro jejich chov na území Chorvatska. V 80. letech 20. století zde záliv vyprodukoval okolo dvou milionů ústřic a 3000 tun slávek, což představovalo okolo 60 % chorvatské produkce. Během chorvatské války za nezávislost byla zařízení na chov ústřic značně poškozena.
V současné době je záliv chráněn od roku 1983 jako přírodní rezervace Pod ochranu spadá 4821 ha vodní plochy.
Na západním konci, na přechodu do tzv. Malého moře (Malo more), byl záliv roku 2022 překlenut tzv. Pelješackým mostem. Tím je umožněno přímé silniční spojení mezi chorvatskou exklávou okolo Dubrovníku se zbytkem Chorvatska bez nutnosti projíždět přes území Bosny a Hercegoviny. Do té doby takové spojení existovalo jen trajektem, např. mezi přístavy Trpanj (na Pelješacu) a Ploče.